# Juan José Rocha i García
Juan José Rocha García (Cartagena (Regió de Múrcia), 1877 - Barcelona, 1938) va ser un advocat i polític espanyol.

## Biografia
Estudià dret a la Universitat de Madrid i es mostrà proper al Partit Republicà Democràtic Federal. El 1903 fou el cap de la Unió Republicana a Cartagena, però el 1905 marxà a Barcelona amb Alejandro Lerroux, de qui en fou secretari particular fins al 1909. Fou regidor de l'ajuntament de Barcelona pel Partit Republicà Radical el 1913 i alcalde de Barcelona de desembre de 1917 a gener de 1918.
En proclamar-se la Segona República Espanyola fou nomenat ambaixador a Portugal de 1931 a 1933. Després fou elegit diputat per la regió de Múrcia a les eleccions generals espanyoles de 1933. Fou Ministre de Guerra entre el 12 de setembre i el 8 d'octubre de 1933 al govern que va presidir Alejandro Lerroux, va passar a ocupar la cartera de Marina als successius governs que es van formar entre el 16 de desembre de 1933 i el 23 de gener de 1935, data en la qual va substituir Eloy Vaquero Cantillo al capdavant del Ministeri d'Estat on es va mantenir en els successius gabinets fins que, el 25 de setembre d'aquest mateix any, va ser designat ministre d'Instrucció Pública i Belles arts, cartera que ocuparia fins al 29 d'octubre. Durant el seu mandat s'implicà en diversos escàndols que esquitxaren al seu partit, com l'estraperlo i el Tayà i l'obligaren a retirar-se de la política el 1935.